# Kiko de Akishino

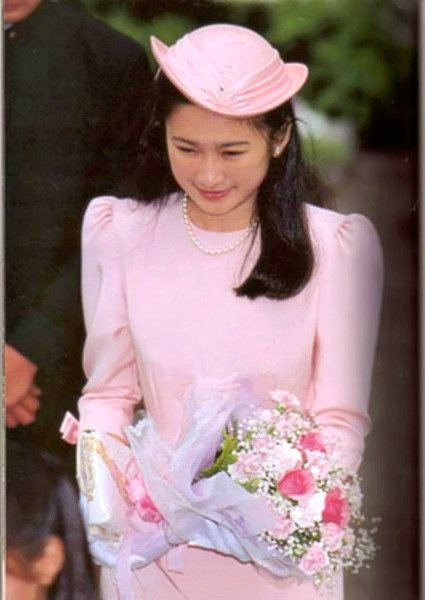
La princesa Kiko en 1990.

Kōshi Fumihito Shinnō-hi Kiko (皇嗣文仁親王妃紀子) (nacida Kiko Kawashima; Shizuoka, 11 de septiembre de 1966) es una princesa de Japón, esposa del príncipe heredero Fumihito y madre de Mako Komuro y la princesa Kako, así como del príncipe Hisahito.

## Biografía
Kiko Kawashima, plebeya por nacimiento, es hija de Tatsuhiko Kawashima (profesor de la Universidad de Gakushuin y fallecido en 2021) y de su esposa, Kazuyo Sugimoto.
Durante su infancia, sus familiares y amigos la llamaban afectuosamente Kiki.
La princesa, además del japonés, domina también el inglés y el alemán.
Kiko contrajo matrimonio con el príncipe Fumihito, hijo varón menor de la actual Familia imperial japonesa, el 29 de junio de 1990.
El príncipe Fumihito y la princesa Kiko de Akishino tienen dos hijas y un hijo:
- Mako Komuro (小室眞子) (nació el 23 de octubre de 1991).
- Princesa Kako de Akishino (佳子内親王) (nació el 29 de diciembre de 1994).
- Príncipe Hisahito de Akishino (悠仁親王) (nació el 6 de septiembre de 2006).

Mientras estaba embarazada de su tercer hijo, fue diagnosticada de placenta previa. El 14 de diciembre de 2007, su médico comunicó que la princesa padecía síndrome del túnel carpiano, una dolencia común en las mujeres de mediana edad.

## Títulos y tratamientos
| ● 11 de septiembre de 1966-29 de junio de 1990: | Señorita Kiko Kawashima                          |
| ● 29 de junio de 1990-1 de mayo de 2019:        | Su alteza imperial la princesa Akishino          |
| ● 1 de mayo de 2019-presente:                   | Su alteza imperial la princesa heredera de Japón |

## Distinciones honoríficas

### Distinciones honoríficas japonesas
- Dama gran cordón de la Orden de la Preciosa Corona.[2]
- Condecoración de la Cruz Roja Japonesa.[3]
- Medalla de Oro de la Cruz Roja Japonesa.[3]

### Distinciones honoríficas extranjeras
- Comandante gran cruz de la Orden de la Estrella Polar (Reino de Suecia, 26/03/2007).
- Dama gran cruz de la Real Orden de Isabel la Católica (Reino de España, 08/11/2008).[4]
- Dama gran cruz de la Orden El Sol del Perú (República del Perú, 27/01/2014).[5]
- Dama gran cruz de la Orden de la Corona (Reino de los Países Bajos, 29/10/2014).[6]
- Dama gran cruz de la Orden de la Corona (Reino de Bélgica, 11/10/2016).[7]
- Dama Gran Cruz de la Orden de Adolfo de Nassau (Gran Ducado de Luxemburgo, 27/11/2017).[8]

## Patronazgos
- Patrona de la Asociación Japonesa Anti-Tuberculosis.
- Presidenta de la Imperial Gift Foundation Boshi-Aiiku-kai.
- Vicepresidenta Honoraria de la Cruz Roja de Japón.
- Socia Honoraria de la Sociedad Japonesa para la Promoción de la Ciencia.

## Ancestros
|  |                               |  |  |  |  |  |  |  |  |  |  |  |  |  |  |  |
|  | 8. Shoichiro Kawashima        |  |  |  |  |  |  |  |  |  |  |  |  |  |  |  |
|  |                               |  |  |  |  |  |  |  |  |  |  |  |  |  |  |  |
|  |                               |  |  |  |  |  |  |  |  |  |  |  |  |  |  |  |
|  | 4. Takahiko Kawashima         |  |  |  |  |  |  |  |  |  |  |  |  |  |  |  |
|  |                               |  |  |  |  |  |  |  |  |  |  |  |  |  |  |  |
|  |                               |  |  |  |  |  |  |  |  |  |  |  |  |  |  |  |
|  | 9. Shima Kawashima            |  |  |  |  |  |  |  |  |  |  |  |  |  |  |  |
|  |                               |  |  |  |  |  |  |  |  |  |  |  |  |  |  |  |
|  |                               |  |  |  |  |  |  |  |  |  |  |  |  |  |  |  |
|  | 2. Tatsuhiko Kawashima        |  |  |  |  |  |  |  |  |  |  |  |  |  |  |  |
|  |                               |  |  |  |  |  |  |  |  |  |  |  |  |  |  |  |
|  |                               |  |  |  |  |  |  |  |  |  |  |  |  |  |  |  |
|  | 10. Shiro Ikegami             |  |  |  |  |  |  |  |  |  |  |  |  |  |  |  |
|  |                               |  |  |  |  |  |  |  |  |  |  |  |  |  |  |  |
|  |                               |  |  |  |  |  |  |  |  |  |  |  |  |  |  |  |
|  | 5. Itoko Ikegami              |  |  |  |  |  |  |  |  |  |  |  |  |  |  |  |
|  |                               |  |  |  |  |  |  |  |  |  |  |  |  |  |  |  |
|  |                               |  |  |  |  |  |  |  |  |  |  |  |  |  |  |  |
|  | 11. Hama Kosuge               |  |  |  |  |  |  |  |  |  |  |  |  |  |  |  |
|  |                               |  |  |  |  |  |  |  |  |  |  |  |  |  |  |  |
|  |                               |  |  |  |  |  |  |  |  |  |  |  |  |  |  |  |
|  | 1. Kiko, Princesa de Akishino |  |  |  |  |  |  |  |  |  |  |  |  |  |  |  |
|  |                               |  |  |  |  |  |  |  |  |  |  |  |  |  |  |  |
|  |                               |  |  |  |  |  |  |  |  |  |  |  |  |  |  |  |
|  | 12. Yoshitaro Sugimoto        |  |  |  |  |  |  |  |  |  |  |  |  |  |  |  |
|  |                               |  |  |  |  |  |  |  |  |  |  |  |  |  |  |  |
|  |                               |  |  |  |  |  |  |  |  |  |  |  |  |  |  |  |
|  | 6. Yoshisuke Sugimoto         |  |  |  |  |  |  |  |  |  |  |  |  |  |  |  |
|  |                               |  |  |  |  |  |  |  |  |  |  |  |  |  |  |  |
|  |                               |  |  |  |  |  |  |  |  |  |  |  |  |  |  |  |
|  | 3. Kazuyo Sugimoto            |  |  |  |  |  |  |  |  |  |  |  |  |  |  |  |
|  |                               |  |  |  |  |  |  |  |  |  |  |  |  |  |  |  |
|  |                               |  |  |  |  |  |  |  |  |  |  |  |  |  |  |  |
|  | 14. Shuntaro Hattori          |  |  |  |  |  |  |  |  |  |  |  |  |  |  |  |
|  |                               |  |  |  |  |  |  |  |  |  |  |  |  |  |  |  |
|  |                               |  |  |  |  |  |  |  |  |  |  |  |  |  |  |  |
|  | 7. Eiko Hattori               |  |  |  |  |  |  |  |  |  |  |  |  |  |  |  |
|  |                               |  |  |  |  |  |  |  |  |  |  |  |  |  |  |  |
|  |                               |  |  |  |  |  |  |  |  |  |  |  |  |  |  |  |